# کارل دوگوئید
کارل دوگوئید (انگلیسی: Karl Duguid؛ زادهٔ ۲۱ مارس ۱۹۷۸) بازیکن فوتبال اهل بریتانیا است.
از باشگاه‌هایی که در آن بازی کرده‌است می‌توان به باشگاه فوتبال کولچستر یونایتد، باشگاه فوتبال ولینگ یونایتد، باشگاه فوتبال پلیموث آرگیل، باشگاه فوتبال نیدهام مارکت، و باشگاه فوتبال استانوای راورز اشاره کرد.